# International Journal of Plant Sciences
International Journal of Plant Sciences cobreix recerques botàniques que inclouen la genètica i la genòmica, la biologia cel·lular i del desenvolupament, la bioquímica i la fisiologia, la morfologia i l'estructura, la sistemàtica, les interaccions planta-microbi, paleobotànica, evolució i ecologia. La revista també publica regularment importants actes del simposi. Està publicat per la University of Chicago Press. Del 1875 al 1876 fou conegut com a Botanical Bulletin i des del 1876 al 1991 com a Botanical Gazette. El primer número titulat The International Journal of Plants Sciences estava datat el març de 1992 (volum 53, número 1). Durant els anys 1992 i 1993, la revista es va publicar trimestralment.
La revista va ser fundada per John Merle Coulter, qui la va portar la Universitat de Chicago, quan va fundar el Departament de Botànica.